# Central eléctrica de Athlone
La Central eléctrica de Athlone (en inglés: Athlone Power Station) fue una central eléctrica de carbón ubicada en la Ciudad del Cabo, Sudáfrica. El lugar dejó de generar energía en 2003 y finalmente fue demolida en 2010.
Tenía un gran edificio de generación de ladrillos, dos chimeneas de ladrillo de 99 metros y dos torres de refrigeración, alimentadas por agua recuperada de una planta de alcantarillado cercana.

## Historia

### Inicios
Fue comisionado en 1962 con 6 turbinas con una capacidad nominal de 180 vatios, operado por el municipio metropolitano de Ciudad del Cabo.

Entre 1985 y 1994 la estación se mantuvo en espera, pero se reanudó la generación en 1995 con una capacidad reducida de 120 MW. Entre 1995 y 2003 se utilizó principalmente para generar energía en los períodos de demanda máxima y durante las fallas eléctricas de la red nacional. Sin embargo en 2003, se requirió una inversión significativa debido a la edad de la central eléctrica, y la generación se detuvo.

Momento exacto de la demolición.

### Demolición
El 14 de febrero de 2010, las bandas en una torre se derrumbaron, lo que llevó a la ciudad del cabo a anunciar que las torres serían demolidas a finales de abril de 2010 para evitar su colapso; la demolición fue pospuesta para el 22 de agosto de 2010. Finalmente fueron demolidos.
El edificio de la central eléctrica y dos chimeneas de 99 metros de altura siguen disponibles mientras que la ciudad decidirá sobre el futuro del sitio. 